# Bruno Duarte
Bruno, właśc. Bruno Duarte da Silva (ur. 24 marca 1996 w São Paulo) – brazylijski piłkarz, grający na pozycji napastnika w Red Star Belgrade.

## Kariera piłkarska

### Kariera klubowa
Wychowanek klubów São Paulo i SE Palmeiras. W 2016 rozpoczął karierę piłkarską w Portuguesa Desportos. 13 lipca 2018 podpisał kontrakt z FK Lwów. 16 sierpnia 2019 przeszedł do Vitórii Guimarães.